# Phaius tankervilleae
Phaius tankervilleae är en orkidéart som först beskrevs av Joseph Banks, och fick sitt nu gällande namn av Carl Ludwig von Blume. Phaius tankervilleae ingår i släktet Phaius och familjen orkidéer. Inga underarter finns listade i Catalogue of Life.

## Bildgalleri

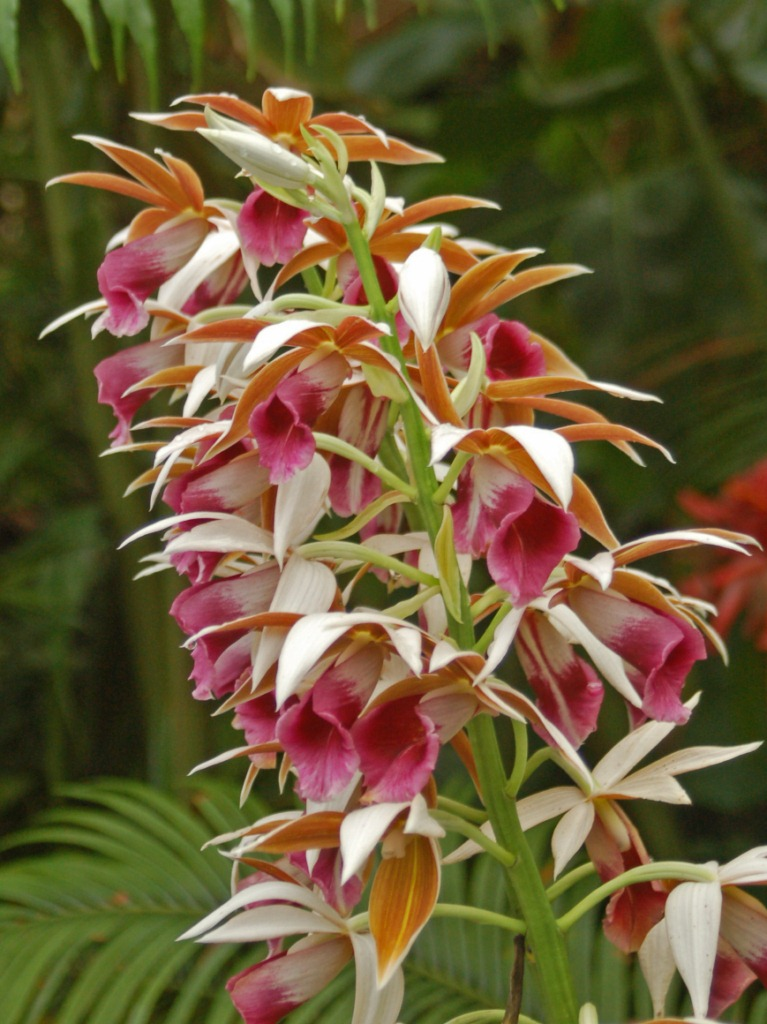
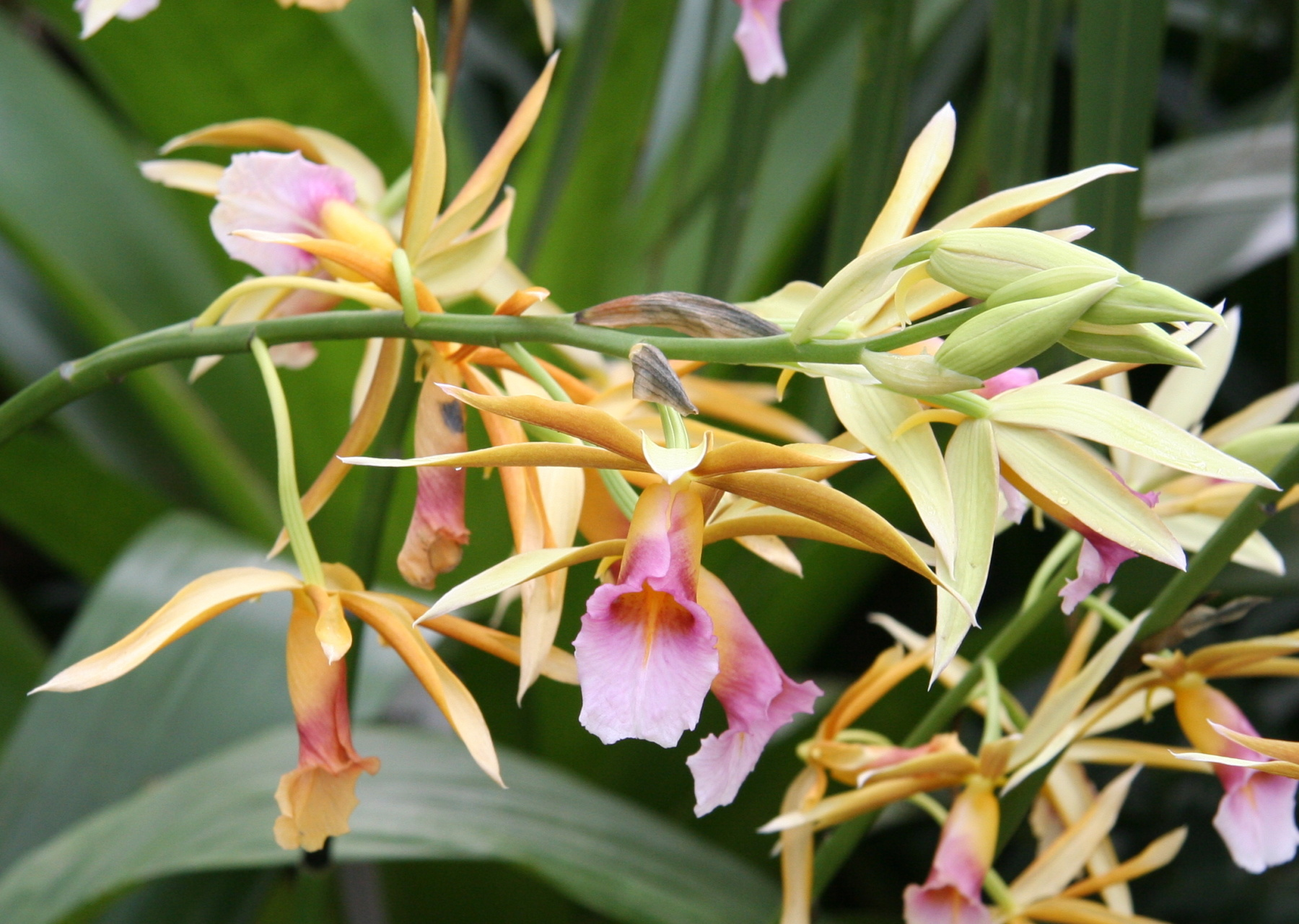
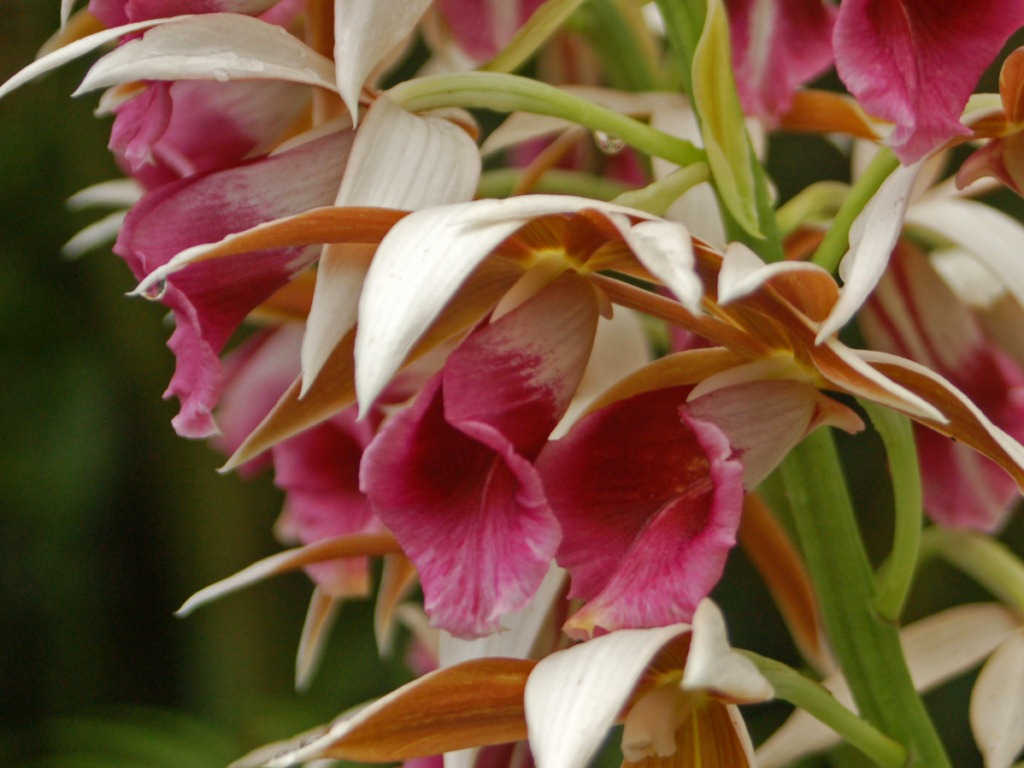
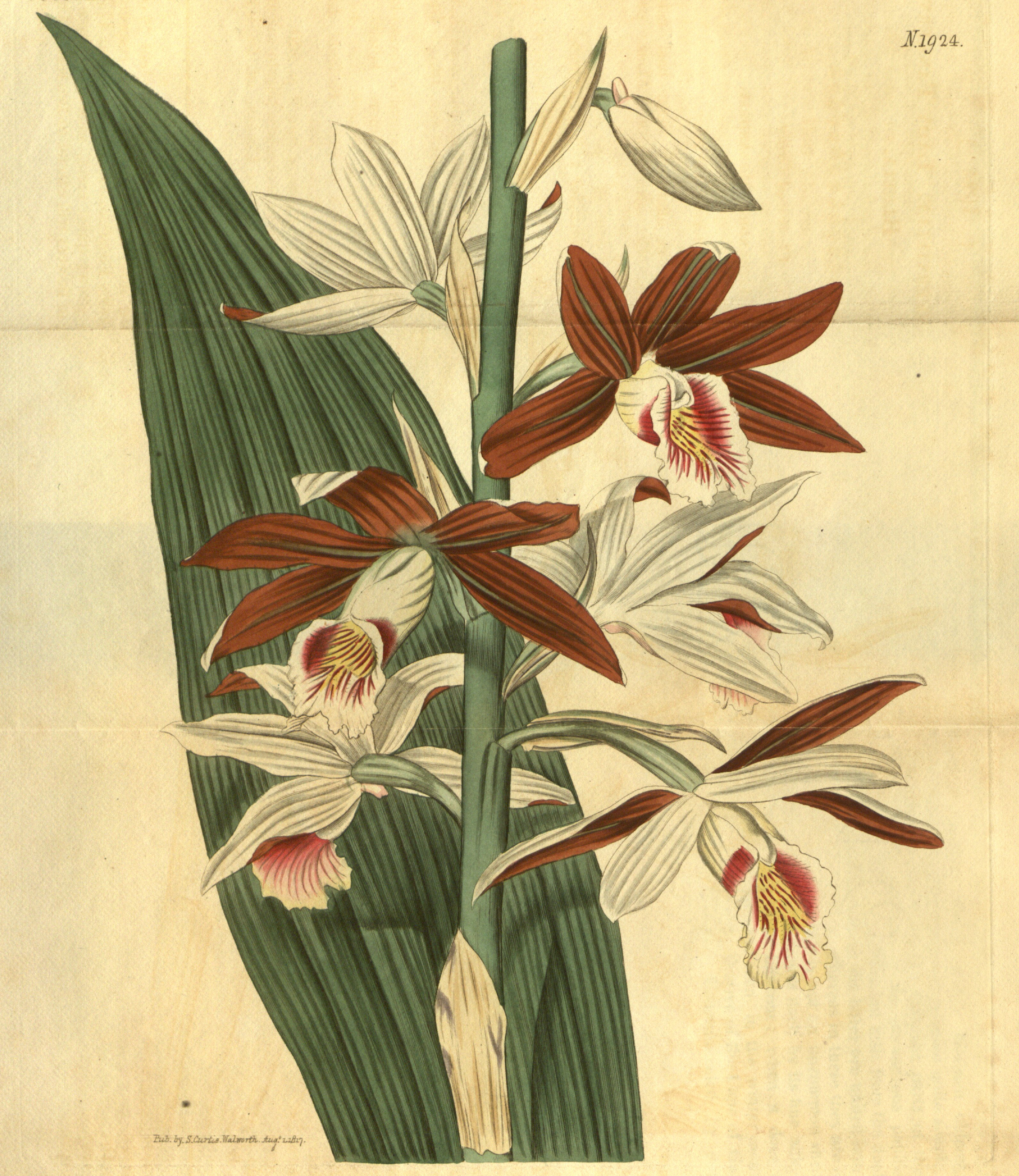
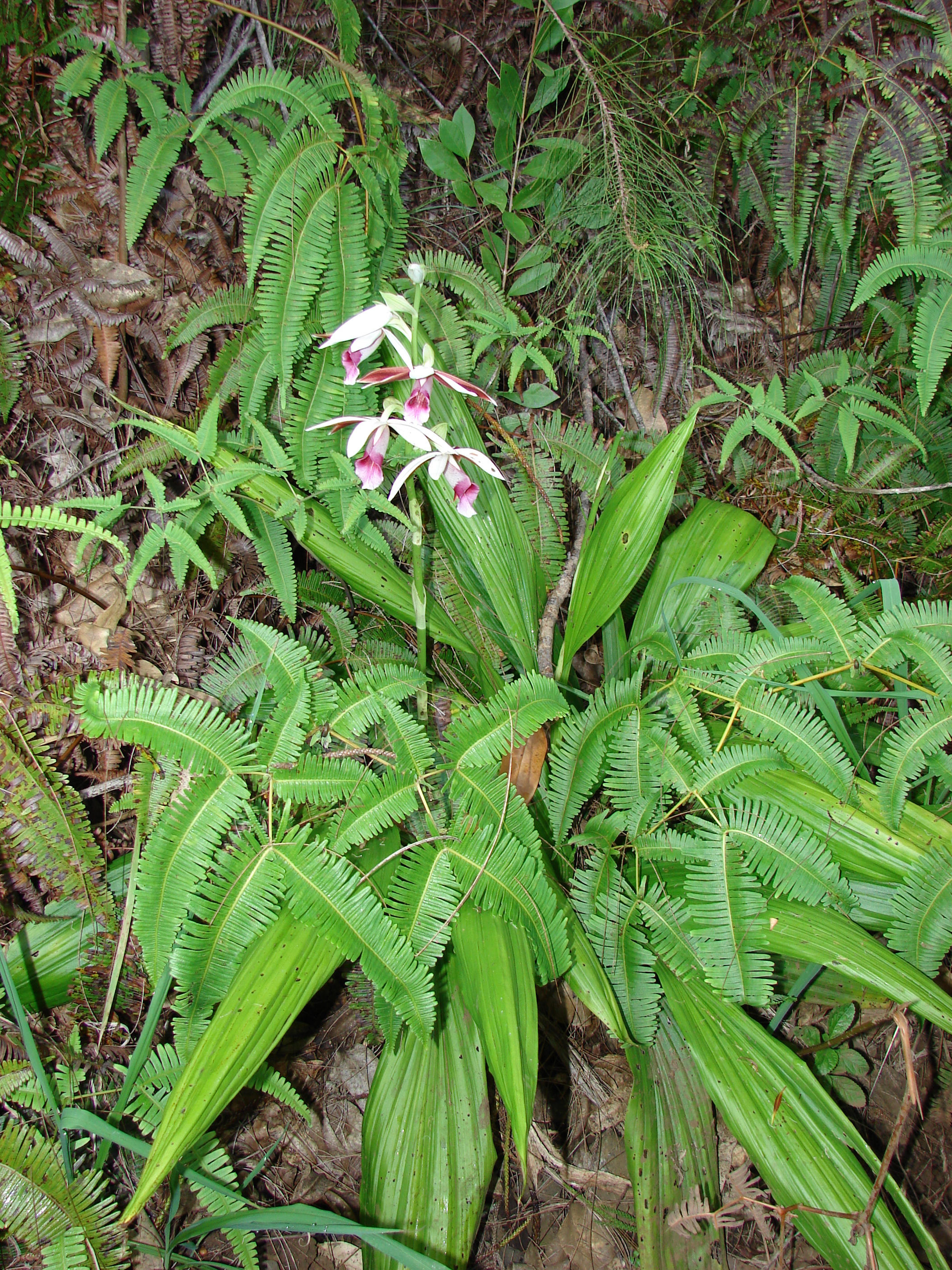
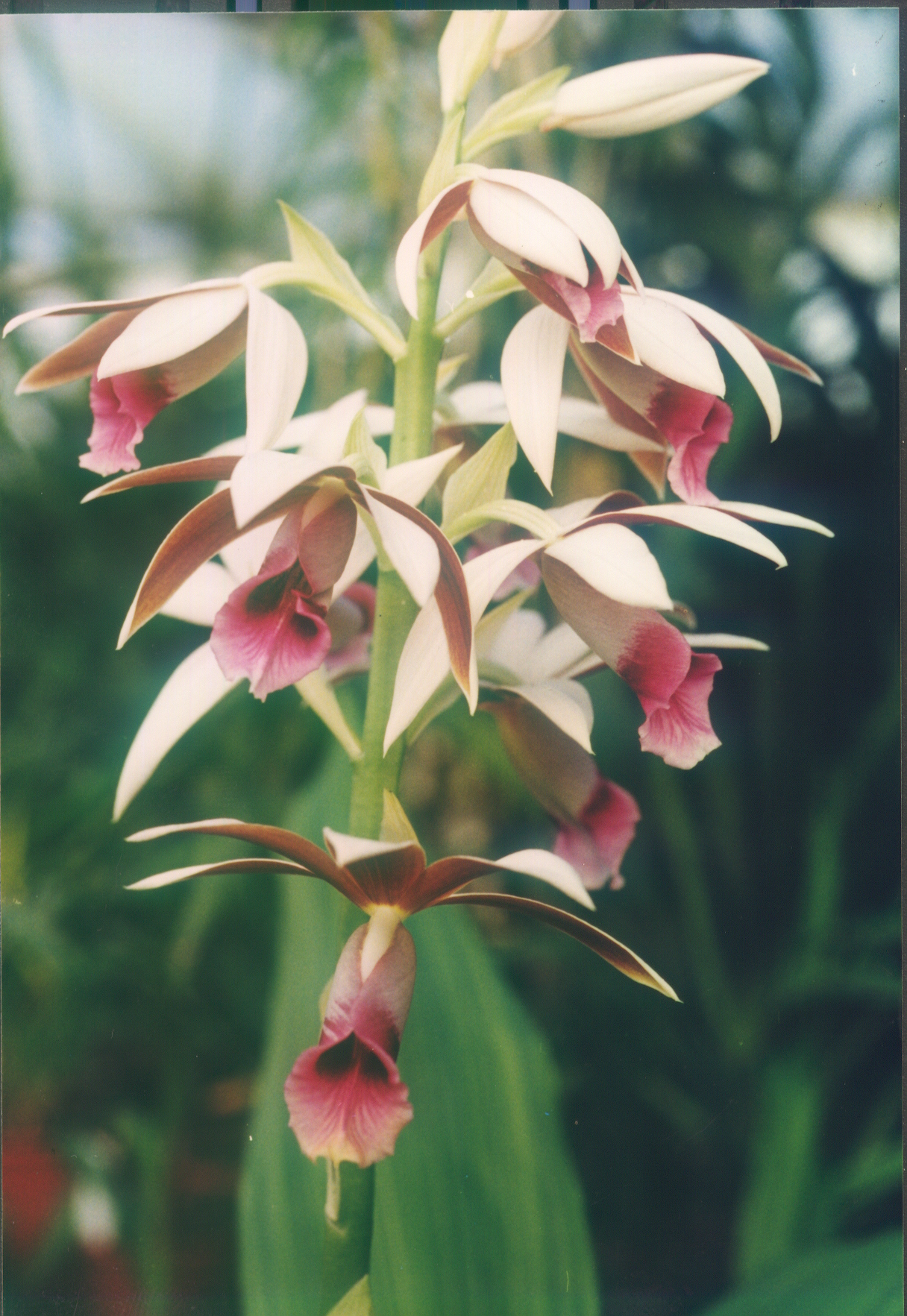